# 甘肃耧斗菜
甘肃耧斗菜（学名：Aquilegia oxysepala var. kansuensis）为毛茛科耧斗菜属下的一个变种。

## 扩展阅读
- 維基物種上的相關：甘肃耧斗菜